# Earth Eternal
Earth Eternal es un MMORPG gratuito diseñado por la compañía Iron Realms Entertainment, que se dedicaba exclusivamente al desarrollo de MUDS. Con este nuevo título, también conocido como: EE, Iron Realms Entertainment da un salto cualitativo al lanzar su primer MMORPG gráfico.
En noviembre del 2007 fue anunciado que la compañía encargada del desarrollo y gestión de EE será: Sparkplay Media una compañía creada por los directivos de Iron Realms Entertainment con la intención de iniciar con ella el desarrollo de entornos gráficos siendo EE su primer proyecto.

## Datos de interés

### Requerimientos técnicos
Aunque aún no han sido concretados, se espera que sean más bien bajos, tal y como se explica en la sección de preguntas más frecuentes de la página oficial (FAQ en inglés).

### Forma de pago
Desde el lanzamiento de EE se estableció que el juego sería gratuito, como es tradición en todos los juegos desarrollados por Iron Realms Entertainment. Aun así ya se ha comunicado que existirán opciones de pago, las cuales al parecer no serán concretadas hasta el lanzamiento oficial de EE, mediante las cuales los jugadores que lo deseen podrán adquirir con dinero real bonificaciones y extras que les permitirán entre otras mejoras: una mayor personalización de su personaje así como les facilitará su interrelación con el entorno ya sean NPCS u otros jugadores. Esto no implica que los jugadores que opten por la opción gratuita no tengan la posibilidad de disfrutar todas las opciones del juego, simplemente deberán trabajar más duro par alcanzar sus objetivos, ya que el no elegir la opción de pago no implica ninguna restricción en el desarrollo del juego, simplemente supone el no poder hacer uso inmediato de ciertos beneficios que facilitarían el progreso en el mismo (podrán conseguir estos beneficios mediante mecanismos gratuitos del juego, siendo seguramente este proceso mucho más lento y sacrificado).

### Idioma
El idioma en el que está desarrollado el proyecto es el inglés, así como en el que se comunica en el foro oficial toda la comunidad de personas interesadas en ser futuros jugadores de EE.

## Características principales de EE
Ya que EE es un MMORPG aún en desarrollo es de suponer que alguna o todas estas características aquí expuestas aún manteniendo su filosofía inicial sufrirán modificaciones durante el proceso de desarrollo, por lo que no se podrá saber su funcionamiento exacto hasta el día de su lanzamiento.

### La historia y el entorno
Los creadores de EE han desarrollado un trasfondo histórico, influenciado por la mitología griega, la mitología romana, la mitología egipcia así como por la mitología nórdica entre otros y compuesto por más de 34 capítulos, que nos explica los acontecimientos y cambios sucedidos durante siglos y que desembocan en la “Era de las Bestias”, que es donde se desarrolla el juego, aunque al parecer los últimos capítulos de esta historia aún no han sido publicados.
En esta Era de las Bestias encontramos que las Bestias son las criaturas que habitan la tierra, sin que quede ningún vestigio de la Era del Hombre; por supuesto habrá más criaturas que serán con las que las bestias se alíen o contra las que luchen, pero de momento aún no se ha explicado gran cosa acerca de ellas.
El hecho de que los personajes encarnados por el jugador (las Bestias) sean animales antropomórficos, ha hecho surgir debates acerca de si este es un juego enfocado a la comunidad furry. Al parecer la idea de usar animales antropomórficos nada tiene que ver con la cultura furry, sino con una originalidad y diferenciación respecto a otros MMORPG, es más en las últimas actualizaciones han sido añadidas nuevas razas, que nada tienen que ver con los animales antropomórficos, algunas están en una línea más clásica de cualquier MMORPG y otras son innovadoras.

### Posibles personajes para ser elegidos por los jugadores
Al parecer los jugadores van a tener grandes opciones de personalizar sus personajes, tanto al inicio del juego como a medida que avanzan en él.
Al inicio podrán elegir:
- La raza a la que pertenecen así como su sexo (macho o hembra).
- Los patrones de color de su personaje, pudiéndose personalizar las siguientes zonas:
  - Piel base
  - Manos y pies
  - Decoración del pecho.
  - Zona interna de las orejas.
  - Zona de la boca.
  - Uñas.
  - Dientes.
  - Nariz.
  - Zona alrededor del ojo.
  - Zona blanca del ojo
  - Color del ojo.

Pudiéndose así pasar del aspecto base de una bestia a una personalización extrema de la misma
- La clase principal de su personaje.

A medida que van avanzando en el juego podrán elegir:
- Una clase secundaria e incluso una terciaria.
- Si desea ser seguidor de alguno de los dioses de EE, lo cual al parecer dará ciertos beneficios o penalizaciones según las circunstancias y, será la base de las posibles luchas entre jugadores

#### Razas de EE
En el momento del lanzamiento el jugador tendrá la opción de elegir ser macho o hembra de una de las 22 razas existentes en EE:
- Anura (Bestia rana)
- Atavían (Bestia pájaro)
- Bandicoon (Bestia mapache)
- Broccan (Bestia tejón)
- Foxen (Bestia zorro)
- Lisian (Bestia geco)
- Ursine (Bestia oso)
- Taurian (Bestia toro)
- Bounder (Bestia conejo)
- Feline (Bestia gato)
- Tuskian(Bestia Jabalí)
- Hart (Bestia ciervo)
- Caprician (Bestia oveja/cordero)
- Longtail (Bestia rata)
- Fangren/Lupine (Bestia lobo)
- Noctari (Bestia búho)
- Clockwork
- Cyclops
- Daemon
- Grumkin
- Sylvan
- Yeti

#### Clases de EE
Como en el resto de MMORPs las clases definirán las características y habilidades de nuestro personaje. Lo que parece será una característica diferenciadora respecto a la mayoría de MMORPGs existentes actualmente es la posibilidad de multiclase, que permitirá llegados a cierto nivel la opción de empezar a aprender habilidades de una clase diferente a la elegida durante la creación del personaje, esta seria nuestra clase secundaria e incluso podríamos optar por una terciaria. De esta forma nuestro personaje podría estar focalizado en una sola clase o bien ser una mezcla de dos e incluso tres de las clases principales de EE, las cuales ya han sido definidas con bastante exactitud por los diseñadores, aunque siempre podrá haber cambios en el diseño definitivo:

##### Warrior (guerrero)
- El guerrero es el que puede hacer más daño a sus enemigos durante todo el combate y a su vez suportar grandes cantidades de daño recibido.
- El guerrero tiene una barra denominada Battlelust que se va incrementando a medida que recibe daño durante el combate.
- A medida que esta barra aumenta va dando la posibilidad de usar habilidades especiales.
- El guerrero puede usar gran cantidad de armas, ya sean de uso con una mano, de uso con las dos e incluso manejar un arma diferente con cada mano. Así mismo tendrá la opción de elegir entre tres estilos diferentes de lucha que afectaran a todas sus habilidades de forma pasiva.

##### Mage (mago)
- El mago hace un gran daño con sus ataques que se realizan a gran distancia respecto al enemigo y, a su vez es muy vulnerable a los ataques físicos.
- El mago tiene de 1 a 4 barras llamadas mana.
- El mago elige especializarse en un elemento y en un futuro elige un segundo y un tercero elemento de especialización, pero nunca un cuarto (está elección podría cambiarse pero suponiendo un coste mayor de puntos de experiencia), al parecer estos elementos son: fuego, agua, tierra, aire.
- Cada conjuro aporta cierta cantidad de mana para cada elemento, de esta forma podríamos tener un conjuro que nos diera:
  -     -       - 10 mana de fuego
      - 0 mana de agua.
      - 5 mana de tierra.
      - 10 mana de aire.
- Si el mago estuviera especializado en el elemento tierra ganaría 5 mana de tierra. Si su segunda especialización fuera el fuego obtendría 10/2 mana de fuego (ya que se obtiene menos para las especializaciones secundarias).
- El mana fortalece conjuros especiales que son habilidades especiales que a menudo funcionan a la vez y en relación con los conjuros normales.
- Los conjuros especiales en ocasiones están asociados a un elemento y si este es el elemento primario del mago el costo de mana por usar el conjuro especial se vera reducido, lo mismo ocurrirá pero en menor medida si este elemento es el secundario o terciario del mago.
- La mayoría de los conjuros especiales están asociados a un solo elemento, pero algunos están asociados a dos e incluso a tres.

##### Druid (druida)
- Principalmente es un sanador y además es capaz de hacer conjuros para mejorar las habilidades de otros jugadores; las habilidades de ataque son secundarias en el druida.
- Durante el combate en ocasiones puede conseguir la habilidad de sanarse instantáneamente.
- Esta clase está principalmente basada en la capacidad de convocar otras criaturas.
- Los Druidas tienen 2 barras una de vida y otra de muerte, que deben de estar asociadas a sus armas de ataque( lanza, tridente, báculo).
- La de vida se incrementa si sanan a otros o son sanados.
- La de muerte se incrementa haciendo daño a los enemigos.
- Solo una de las barras puede estar activa en su arma, y si cambia de una a otras las dos se reducen a la mitad.
- Tienen una habilidad para convertir la energía de muerte en energía de vida (ser útil cuando van solos y no en grupo).

##### Sneak (acechador)
- La clase que más daño puede hacer en ataques de corta distancia, pero solo por un corto intervalo de tiempo.
- Es la segunda clase con mejor resistencia a los ataques recibidos.
- Los sneaks deben de intentar estar posicionados el mayor tiempo posible detrás de los enemigos sin ser detectados.
- Los Sneaks tienen una stalking bar o barra de acecho, que se incrementa mientras permanecen detrás del enemigo sin ser detectados; si el enemigo les detecta pierden todo lo acumulado en ella y empiezan el combate con la barra a cero.
- El sneak intentara estar acechando el mayor tiempo posible para rellenar su barra, pero sin llegar al límite ya que si es descubierto perderá todo lo acumulado en ella.
- Llegado a este punto iniciara el combate con un ataque cuerpo a cuerpo y usara los puntos de la barra para mejorar sus habilidades de combate cercano.
- Cuando la barra de acecho llega a cero, el sneak se alejara de su enemigo y empezara a usar ataques a larga distancia, como podría ser ataque con arco.
- Algunos de los ataques a larga distancia pueden volver a incrementar la barra de acecho con lo que el sneak podría volver a realizar ataques a corta distancia.

### Sistema de lucha entre jugadores
Al parecer, los jugadores tendrán la opción de elegir si participar o no en estas luchas. Para tener la opción de participar, lo primero que deberán hacer, llegados a cierto nivel, será optar por ser seguidor de alguno de los muchos dioses existentes en EE. Esto no significara que ya estén inmersos en las luchas entre jugadores, sino que desde este momento tienen la opción de participar en ellas de diversas formas:
- Matando a un NPCS de una facción contraria.
- Ayudando a algún jugador perteneciente a su misma facción, que esté manteniendo una lucha con jugadores de facciones contrarias.
- Simplemente activando el estatus de “dispuesto a luchar con otros jugadores de facciones contrarias”.

## Expectativas
Todas estas características así como la publicación en el foro de los primeros bocetos de algunas armaduras, así como de algunos escenarios y la intención por parte de los desarrolladores de que EE tenga en un futuro posibilidades de que los personajes puedan aprender habilidades de manufactura, minería, pesca, etc. da esperanzas de que EE se convierta en un juego interesante sino en su lanzamiento si a medio plazo.
Claro está, que de momento solo podemos basarnos en lo que los desarrolladores prometen y dicen esperar de su juego. Pero como ocurre con todos los MMORPGS la prueba definitiva llegara en el momento de su lanzamiento oficial, que es cuando se podrá probar su jugabilidad, la calidad de su motor gráfico, la estabilidad de los servidores, ver si hay una buena historia de fondo con variedad de posibilidades o si por el contrario es un juego repetitivo, etc.; En definitiva comprobar que realmente aporta algo nuevo al mundo de los MMORPG consiguiendo que nos enganchemos a EE, o por el contrario darnos cuenta que es un título más de los que existen en el mercado sin ningún interés en especial.

## Enlaces de interés
- Página oficial del juego, en inglés.
- Foro oficial de EE, en inglés.
- Página oficial de Iron Realms Entertainment, compañía desarrolladora de EE, en inglés.
- Otra interesante referencia a EE en idioma inglés.
- Página de Sparkplay Media, la nueva compañía creada por Iron Realms Entertainment para el desarrollo de entornos gráficos en inglés.

- Datos: Q5327074